# Titanidiops canariensis
Titanidiops canariensis is een spinnensoort in de taxonomische indeling van de valdeurspinnen (Idiopidae).
Het dier behoort tot het geslacht Titanidiops. De wetenschappelijke naam van de soort werd voor het eerst geldig gepubliceerd in 1992 door Jörg Wunderlich.